# Caritatis studium
Caritatis studium (en español Afán de caridad) es la sexagésimo séptima encíclica del papa León XIII: datada el 25 de julio de 1898 y dirigida a los obispos de Escocia, resume las controversias y el papel del Papa en la conservación e interpretación legítima de la Sagrada Escritura, recuerda el sentido sacrificial de la Misa, y orienta el apostolado de los fieles para atraer a los hermanos separados a la unidad de la Iglesia. 

## Contexto histórico
El calvinismo se introdujo en Escocia a través de John Knox pese ala defensa del catolicismo por María de Guisa, regente del reino. En 1557 los nobles partidarios de la reforma protestante concertaron el Covenant, y en 1560 el Parlamento escocés erigió una iglesia estatal reformada. A pesar de la oposición de la reina María Estuardo, que fue obligada a abdicar en 1567, la iglesia estatal presbiteriana quedó asentada, iniciándose una persecución y hostigamiento de los católicos que supuso la eliminación de la jerarquía católica.
Desde ese momento la atención pastoral de los católicos no estuvo exenta de dificultades. El 23 de marzo de 1623, Gregorio XV, mediante la carta apostólica Ecclesia Romana, envía a Inglaterra y Escocia un obispo con amplias facultades para la cura pastoral de los católicos; en 1694, Inocencio XII erige un vicariato apostólico para Escocia; desde esa fecha el desarrollo de la iglesia católica dio lugar a la sucesiva división de esa prefectura en varios vicariatos apostólicos.
Pío IX consideró que el crecimiento del número de católicos en Escocia, correspondiente número de sacerdotes y religiosos que trabajan en aquellas tierras, y la libertad que el gobierno británico daba a los católicos, hacían deseable la reinstauración de la jerarquía ordinaria. Sometió el asunto a los cardenales pero la muerte le impidió llevar a término ese deseo. Por esto fue León XIII; mediante la bula Ex supremo apostolatus, emitida el segundo día de su pontificado, quien erigió las primeras circunscripciones ordinarias, en concreto: las archidiócesis de San Andrés y Edimburgo,  con las diócesis sufragáneas de Aberdeen, Dunkeld, Whithorn  y Galloway, y Argyll y de las Islas; y la archidiócesis de Glasgow. El papa recuerda en esta  encíclica aquella bula, emitida dos días después de su toma de posesión de la cátedra de Pedro.  

## Contenido de la encíclica
Caritatis studium, quod Nos habet de salute dissidentium fratrum sollicitos, nequaquam cessare Nos patitur, si, quos ab unico Christi ovili error varius segregatus tenet, ad complexum Pastoris boni revocare possimus.
El afán de caridad, que nos hace solícitos por la salud de nuestros hermanos separados, en ningún modo nos permite cesar en Nuestros esfuerzos por traer de regreso a los brazos de Cristo, a aquellos que por causa de distintos errores están separados de su único rebaño.

El papa muestra su dolor por esos cristianos que están privados de la plenitud de la fe y ruega a Dios por su regreso a la unidad. Una tarea humanamente muy difícil, pero en la que no cabe el desánimo confiando en el poder de Dios. Recuerda a continuación que, hace veinte años, el segundo día de su pontificado, devolvió a Escocia la jerarquía eclesiástica. 
Pensando en la dolorosa situación que atravesó la Iglesia en el siglo XVI, y que privó a gran parte del pueblo escocés de la fe católica, se refiere el papa al papel que desempeñó San Niniano en el inicio del cristianismo en Escocia, quien tras acudir a Roma y recibir del papa el encargo de evangelizar su pueblo, fundó la iglesia de Galloway, unos dos años antes que San Agustín  evangelizará Inglaterra. Relata a continuación algunos hechos que muestran los frutos del cristianismo en la historia de Escocia, y que explican que haya sido honrada con el título de "Hija especial de la Santa Sede".
Desarrolla a continuación la encíclica las dos principales cuestiones que separan a los cristianos escoceses de la fe católica. la interpretación de la Sagrada Escritura y la realidad sacrificial de la Misa. Introduce la primera cuestión con estas palabras:

Se deben grandes elogios a la nación escocesa, en su conjunto, por haber mostrado siempre reverencia y amor por los Escritos Inspirados. Por lo tanto, no pueden negarse a escuchar algunas palabras que, con Nuestro afecto, les dirigiríamos sobre este tema con miras a su bienestar eterno; ya que encontramos que en la reverencia de las Sagradas Escrituras están de acuerdo con la Iglesia Católica. ¿Por qué entonces no debería ser éste el punto de partida para un retorno a la unidad?

Se recuerda el cuidado que los papas han puesto en mantener la integridad de las Escrituras y la atención que el mismo papa ha prestado a esta cuestión en una de sus encíclicas. Tras recordar con San Agustín la actitud de humildad y oración con que deben leerse y comprenderse. El tesoro que suponen las verdades reveladas hacía necesario que Jesús tomase precauciones para su salvaguarda; por ello desde el comienzo de la Iglesia ha sido necesario un magisterio vivo y perpetuo, que incluye en su misión la interpretación auténtica de la Sagrada Escritura. El intento de interpretar las escrituras contando solo con la ayuda de la misma escritura  da lugar a distintas interpretaciones que, como muestra la historia, llevan a la división y al conflicto. Solo el magisterio de la iglesia garantiza la custodia de la revelación, que incluye lo revelado en la escritura.
En cuanto al sacrificio del altar, el papa señala que la esencia misma de la religión es el sacrificio, con la Ley evangélica que abolidos los sacrificios de la Antigua Ley, pero

La Ley Evangélica no es inferior, sino superior, a la Ley Antigua. Lleva a la perfección lo que la Ley Antigua apenas había comenzado. Pero el Sacrificio de la Cruz fue prefigurado por los sacrificios de la Antigua Alianza mucho antes del Nacimiento de Jesucristo; y después de Su Ascensión, el mismo Sacrificio es continuado por el Sacrificio Eucarístico.

Esto no supone -como consideran los que rechazan esta doctrina- disminuir la realidad y dignidad del sacrificio de Cristo en la Cruz, que expió de modo completo los pecados de los hombres, pero Cristo quiso que ese sacrificio se perpetuase en el sacrificio eucarístico, que no es mera semejanza o conmemoración sino el mismo Sacrificio de la Cruz.
Completa el papa su mensaje a la iglesia en Escocia, dirigiéndose a los católicos a los que pide que cooperen con él en su deseo de devolver a la unidad a los hermanos separados: ante todo con la oración y súplicas a Dios, y también con el ejemplo de una vida edificante e inmaculada que supondrá una recomendación de la fe católica. Destaca también la importancia de salvaguardar la educación católica de la juventud; poniendo los medios para que las escuelas católicas sean tan eficientes como las que más en el saber obtenido. Es necesario que, con la cooperación de todos, los centros católicos de educación primaria, intermedia o superior se consoliden y amplíen. Del mismo modo se debe promover con el mayor cuidado la educación y formación del clero; en ese sentido aconseja